# بنیاد اوراسیا
بنیاد اوراسیا (به انگلیسی: Eurasia Foundation) سازمانی غیر دولتی و غیر انتفاعی است که از سال ۱۹۹۲ در حوزه قفقاز، آسیای میانه، اروپای شرقی و خاورمیانه مشغول به فعالیت است.
خدمات این سازمان شامل توانمندسازی اقتصادهای بومی و منطقه‌ای، کمک به تقویت جامعه مدنی، و ترویج مشارکت شهروندی برای حل مشکلات پیرامون است. این بنیاد در دو دهه گذشته و بر اساس تجربه‌های موفق پیشین خود، خدمات مختلفی را در حوزه توسعهٔ کسب‌وکارهای خرد و نوپا، توسعهٔ نهادهای مدنی، ترویج و توسعهٔ مشارکت‌های اجتماعی و آموزش شهروندی و دسترسی عادلانه به اطلاعات در بیش از ۱۵ کشور ارائه کرده است.